# Times Square (Hong Kong)

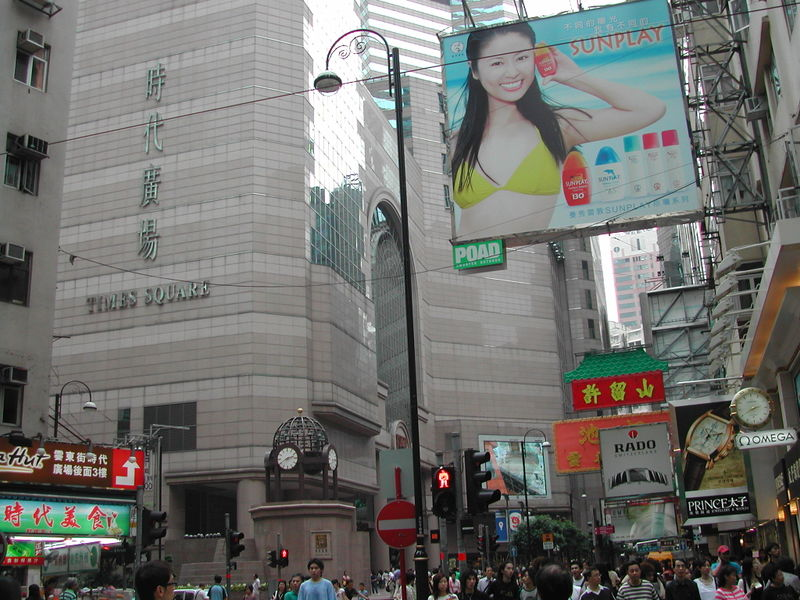
Una fotografia di Times Square a Hong Kong.

Times Square (in cinese: 時代廣場) è un centro commerciale e un complesso di grattacieli amministrativi a Causeway Bay nell'isola di Hong Kong (Hong Kong).
È molto popolare tra i teenager come zona di shopping e ospita anche un cinema. L'area circostante è un viale famosissimo per il conto alla rovescia dell'ultimo dell'anno, rifacendosi al Times Square di New York. Ad ogni Notte di San Silvestro (ovvero quella tra il 31 dicembre e il 1º gennaio di ogni anno) moltissime persone affollano gli edifici limitrofi e il viale preparandosi al conto alla rovescia. Il complesso fu inaugurato nell'aprile 1994 ed è proprietà di Wharf Properties Limited, parte del gruppo The Wharf (Holdings) Limited. Il sito era stato precedentemente occupato da un deposito per i tram della Hong Kong Tramways, un'altra delle operazioni sussidiarie della Wharf.

## Negozi
Times Square ospita il primo C!ty's super store di Hong Kong. Insieme con alcuni ben conosciute boutique come Chanel, ci sono altri negozi inclusi PageOne, Lane Crawford, Zara and Club Monaco.

## Trasporti
Times Square è servita dalla stazione Causeway Bay della Metropolitana di Hong Kong. È accessibile anche via tram nella direzione Happy Valley o Shau Kei Wan.

## Inquilini della seconda torre
| Pavimento       | Gli inquilini |
| --------------- | --- |
| 19              | ABC News International Limited |
| 3912-13         | Testo della cella |
|                 | AGTech Holdings Limited |
| 3704-06         | ASML Hong Kong Limited |
| 20              | AXA China Region Insurance Company Limited, Centro assistenza clienti e Paramount Office                                                         |
| 3707-09         | Bayin Resources Limited, Bestmetals Resources Company Limited                                                                                    |
| Esempio         | Binhai Investment Company Limited |
| 34,2401-4,12-13 | Boston Consulting Group, Boston Consulting Company], Boston Consulting International Inc.                                                        |
| 3701            | Bottega Veneta Hong Kong Limited |
| 2912-16         | Carrington Capital Limited |
|                 | Celt Technology Services Limited |
| 3901            | Gruppo CPIC Limitato |
| 2214 = 15       | OTS (Asia) Limited |
| 1711            | Harriman Leasing Limited |
| 33              | Henry Group Management Limited |
| 3201-4          | Hitachi Data Systems Limited |
| 2902-5          | Honda Motor Co. (Cina) Limited |
| 3012-15         | Hudsen Meter (Cina) Company Limited |
| 2201-7          | JD.com international Limited, ufficio HK di JD Group                                                                                             |
| 2201-7          | Jumpstart Business Center, Brawura Solutions (HK) Limited, CTRIp Financial Services (HK) Limited, Secius Consulting Limited, VC Partners Limited |
| 2906-10         | Junma Watch (HK) Limited |
| 24              | Kering Asia Pacific Limited |
| 2208-10         | Kosei International Trade ad investimento limitato                                                                                               |
| 2614-15         | KT Hong Kong Telecommuicnation Company limitata                                                                                                  |